# 六氟砷酸五氟苯基氙
六氟砷酸五氟苯基氙是一种有机氙化合物，化学式为C6F5XeAsF6，它是三斜晶系晶体，空间群P1。它可由三(五氟苯基)硼和二氟化氙反应，得到[C6F5Xe][(C6F5)2BF2]，再与五氟化砷反应制得。它在159.2 °C开始分解。